# Prunas 386
Prunas 386 es una variedad cultivar de ciruelo (Prunus domestica), de las denominadas ciruelas europeas, una variedad de ciruela oriunda de la comunidad autónoma de la Comunidad Valenciana, en el municipio de Segorbe, (Provincia de Castellón). Fruta de tamaño pequeño, con piel de color amarillo verdoso o amarillo ámbar con estrías y manchas atigradas, poco perceptibles en la zona ventral, punteado muy menudo, casi inapreciable, y pulpa de color exacto a la epidermis, textura medio firme, algo crujiente, poco jugosa, y sabor agridulce, refrescante, bueno.

## Historia
'Prunas 386' variedad de ciruela local cuyos orígenes se sitúan en la zona de la comarca del Alto Palancia, comunidad autónoma de  la Comunidad Valenciana, en el municipio de Segorbe (Provincia de Castellón).
'Prunas 386' está cultivada en el banco de germoplasma de cultivos vivos de la Estación experimental Aula Dei de Zaragoza. Está considerada incluida en las variedades locales autóctonas muy antiguas, cuyo cultivo se centraba en comarcas muy definidas, que se caracterizan por su buena adaptación a sus ecosistemas, y podrían tener interés genético en virtud de su características organolepticas y resistencia a enfermedades, con vista a mejorar a otras variedades.

## Características
'Prunas 386' árbol de porte extenso, vigoroso, erguido, muy fértil y resistente. Las flores deben aclararse mucho para que los frutos alcancen un calibre más grueso. Tiene un tiempo de floración que comienza a partir del 16 de abril con el 10% de floración, para el 20 de abril tiene una floración completa (80%), y para el 29 de abril tiene un 90% de caída de pétalos.
'Prunas 386' tiene una talla de tamaño pequeño, de forma elíptica alargada, algo deprimida en las caras laterales, generalmente con un lado algo más
desarrollado, presentando sutura línea ancha de color indefinido, como transparente, bien visible, superficial en toda su extensión;epidermis no se aprecia pubescencia, siendo su piel de color amarillo verdoso o amarillo ámbar con estrías y manchas
atigradas, poco perceptibles en la zona ventral, punteado muy menudo, casi inapreciable; Pedúnculo de longitud media, fino, verde-amarillento, muy pubescente, adherencia al fruto bastante fuerte, insertado en una cavidad peduncular casi nula, oblicua, levantada en el lado opuesto a la sutura; pulpa de color exacto a la epidermis, textura medio firme, algo crujiente, poco jugosa, y sabor agridulce,
refrescante, bueno.
Hueso libre o semi libre, pequeño, muy alargado, deprimido, surcos estrechísimos, superficie semi lisa.
Su tiempo de recogida de cosecha se inicia en su maduración durante la segunda quincena del mes de julio.

## Usos
La ciruela 'Prunas 386' se comen crudas de fruta fresca en mesa, y también se transforma en mermeladas, almíbar de frutas o compotas para su mejor aprovechamiento.

## Cultivo
Autofértil, es una muy buena variedad polinizadora de todos los demás ciruelos.